# FyaVerse
Fabian Wayne Edwards (16 november 1999 in Manchester, Jamaica) bekend als FyaVerse is een Jamaicaanse dancehall- fusionartiest hij maakt ook deel uit van de internationale act van de Nederlandse ChevoBeatz, vooral bekend van zijn single "Shatta Gyal"  waarmee ze een plek op Billboard Argentina kregen. Edwards werd gearresteerd in Bridgetown, Barbados voor het bezit van illegale drugs.